# Union des femmes du Vietnam
Pour les articles homonymes, voir Union des femmes.
L'Union des femmes du Viêt nam, aussi connue comme la VWU ou Hội Liên Hiệp Phụ Nữ Việt Nam, est une organisation sociopolitique de défense des droits des femmes au Vietnam. Fondée le 20 octobre 1930, elle compte actuellement plus de 13 millions de membres appartenant à plus de 10 472 syndicats locaux de femmes dans les communes et les villes du pays.
La présidente actuelle, pour le mandat 2020-2024, est Nguyen Thi Tuyen (vi).
Elle promeut le développement des femmes et l'égalité des sexes, en représentant les femmes vietnamiennes auprès de l'État et en le conseillant sur la protection des droits des femmes. Avec un domaine de lutte très étendu, depuis la garde d'enfants, l'éducation, les services communautaires, jusqu'à la santé publique, elle est la première et la seule organisation de femmes de l'histoire vietnamienne moderne, membre du Front de la Patrie du Viêt Nam, et également active dans des institutions internationales telles que la Fédération démocratique internationale des femmes et la Confederation of Women's Organizations (ACWO) de l'ASEAN.
Depuis 2002, elle organise chaque année les nominations pour le prix des femmes du Viêt nam « Pour la cause de l'émancipation et le développement des femmes au Vietnam », qui peut être décerné aux vietnamiennes et étrangères qui ont apporté une importante contribution au progrès pour les femmes au Viêt Nam.
Elle a reçu deux fois l'ordre de l'Étoile d'or, la plus haute distinction du Viêt Nam.

## Liste des présidentes
- Octobre 1946 : création du poste
- 1946 - 1956 : Lê Thị Xuyến (vi)
- 1956 - 1974 : Nguyễn Thị Thập (vi)
- 1974 - 1982 : Hà Thị Quế (vi)
- 1982 - 1992 : Nguyễn Thị Định
- 1992 - 1998 : Trương Mỹ Hoa
- 1998 - 2007 : Hà Thị Khiết (vi)
- 2007 - 2016 : Nguyễn Thị Thanh Hòa (vi)
- 2016 - 2020 : Nguyễn Thị Thu Hà (vi)
- 2020 - 2024 : Hà Thị Nga (vi)
- Depuis 2024 : Nguyen Thi Tuyen (vi)